# فرن‌ساسان
فَرْن‌ساسان واپسین شاه پادشاهی سورن بود که از سال ۲۱۰ تا ۲۲۶ میلادی بر سرزمین سیستان فرمان‌روایی می‌کرد. منابع نوشتاری به او اشاره نمی‌کنند و او تنها از راه سکه‌هایی که بیرون داده، شناخته شده‌است. او در سال ۲۲۶ به‌دست اردشیر بابکان شکست خورد که منجر به پایان فرمانروایی پادشاهی سورن شد.

## نام
بخش اصلی نام، «ساسان»، در قلمروی سورن نامی پرآوازه بود. ریشه‌شناسی این نام ناشناخته است. به گفته پژوهشگران دیوید نیل مکنزی و وی‌ای لیوشیتز، این نام از گویش‌های کهن زبان‌های ایرانی و واژه Sāsāna به معنی «شکست دادن دشمنان» گرفته شده‌است. این نام یک ایزد زرتشتی مورد احترام در سورن و خوارزم بوده‌است.

## پیش‌زمینه
پادشاهی سورن یا اشکانیان هند، نام پادشاهی باستانی در افغانستان، پاکستان و بخش‌هایی از شمال هند بود. این پادشاهی توسط گروهی از سکاها که پس از جنگیدن با اشکانیان به منطقه سیستان مهاجرت کردند به عنوان تبعه‌ای از اشکانیان شکل گرفت. در سال ۱۹ پس از میلاد، گندفر از اشکانیان اعلان استقلال کرد و پس از مدتی، به سرزمین‌های هندوسکایی و دولت یونانی هند یورش برد و خود را شاهنشاه نامید. با یورش کوشان‌ها در نیمه دوم سده ۱ میلادی، قدرت پادشاهی سورن تضعیف شد و در سال ۲۲۴/۲۵ میلادی با حمله اردشیر بابکان و گسترش شاهنشاهی ساسانی این کشور منحل شد.

## زندگی
فرن‌ساسان زمانی در سال ۲۱۰ میلادی به تاج‌وتخت پادشاهی اشکانیان هند دست یافت. این که فرمانروای پیشین او چه کسی بوده در ابهام قرار دارد و می‌تواند پاکورس باشد. در هیچ منبع نوشتاری به فرن‌ساسان اشاره نشده و تنها از طریق سکه‌هایش شناخته شده که این نوشته در آن‌ها قرار دارد: «فرن‌ساسان، پسر آذر-ساسان، نوه تیرداد، پسر نوه سنابارس، شاهنشاه.» با این نوشته، فرن‌ساسان تلاش می‌کرد فرمانروایی خود را با ربط دادن خود به سنابارس مشروعیت ببخشد که واپسین فرمانروای برجسته سورن بود. هرچند که عنوان شاهنشاه پس از نام سنابارس قرار دارد، او در واقع این عنوان را به خود نسبت می‌دهد که نحوه سنتی عنوان‌ها در فرمانروایان هخامنشی و اشکانی بود.

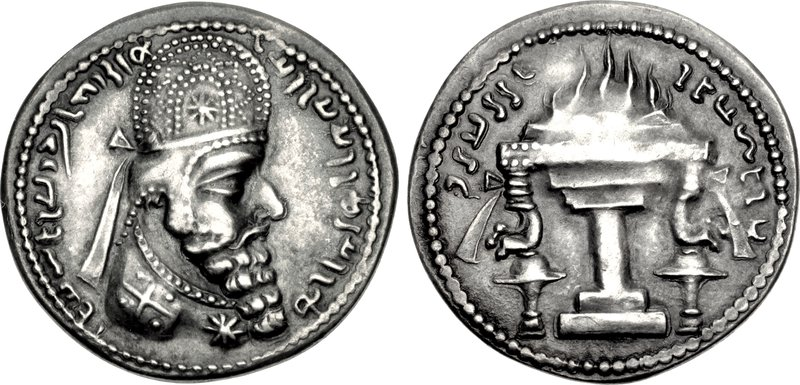
سکه فرمانروای ساسانی، اردشیر بابکان, ضرب شده در همدان میان سال‌های ۲۲۶–۲۳۰ میلادی

نه آذر-ساسان و نه تیرداد گواهی بر فرمان‌روایی‌شان نیست، که دلالت بر آن دارد که فرن‌ساسان احتمالاً از یک شاخه جدای خاندان بوده باشد. برروی سکه‌هایش، او یک کلاه پوشیده‌است. بر پشت آن، یک آتشکده و یک نوشتار کنار آن قرار دارد. فرن‌ساسان تنها فرمانروا در سیستان است که در سکه‌هایش آتشکده زده‌است. تقریباً در همان زمان، پادشاه دیگری برروی سکه‌هایش آتشکده و نوشته ضبط می‌کرد که فرمانروای ساسانی، اردشیر بابکان بود و در همان زمان در حال گسترش قلمروی خود به سوی شرق بود. این امر که آیا فرن‌ساسان نحوه انتشار سکه را از اردشیر بابکان الهام گرفته یا بالعکس نامشخص است. شباهت ضرب سکه‌های فرن‌ساسان و اردشیر یکم ساسانی، از جمله نام یکسان ساسان - نامی که در قلمروی سورن رایج بود - نشان می‌دهد که احتمالاً ساسانیان و اشکانیان هند از یک تبار بوده‌اند. تاریخ‌دانان امروزی آن‌ها را به عنوان دشمن و مدعیان عنوان شاهنشاه می‌دانند. ایران‌شناس خداداد رضاخانی پیشنهاد می‌کند که فرن‌ساسان از اردشیر برتر بوده و اردشیر توانست خود را تنها پس از شکست دادن فرن‌ساسان و پایان دادن پادشاهی سورن شاهنشاه اعلام کند.

## یادداشت
1. ↑  تا همین اواخر، نام فرن‌ساسان به عنوان «آردامیترا» سوءتعبیر شده بود.[۱][۴]